# Rekliniec
Rekliniec (ukr. Реклинець) – wieś na Ukrainie w rejonie szeptyckim obwodu lwowskiego.
Do 2024 w rejonie czerwonogrodzkim.

## Historia
Pod koniec XIX w. przysiółek wsi Rekliniec w powiecie żółkiewskim nosił nazwę Kolędy. 
W II Rzeczypospolitej wieś w powiecie żółkiewskim województwa lwowskiego. W 1944  nacjonaliści ukraińscy z OUN-UPA zamordowali tutaj 28 Polaków.
W czasie okupacji niemieckiej mieszkająca tutaj ukraińska rodzina Władyków niosła pomoc Żydom. W 2001 roku Instytut Jad Waszem uhonorował za to Jakiwa i Hannę Władyków tytułami Sprawiedliwych wśród Narodów Świata.